# Slovenske koračnice
Slovenske koračnice je kompilacija koračnic slovenskih avtorjev v izvedbi različnih pihalnih orkestrov, ki je izšla leta 1986 na glasbeni kaseti pri založbi ZKP RTV Ljubljana.

## Seznam posnetkov
| Stran A | Stran A                                            | Stran A              | Stran A    | Stran A     | Stran A |
| Št.     | Naslov                                             | Besedilo             | Glasba     | Priredba    | Dolžina |
| ------- | -------------------------------------------------- | -------------------- | ---------- | ----------- | ------- |
| 1.      | „Naprej‟                                           |                      | D. Jenko   |             | 0:37    |
| 2.      | „Zdravljica‟                                       |                      | S. Premrl  |             | 0:53    |
| 3.      | „Pesem o svobodi‟                                  |                      | R. Gobec   | J. Herman   | 2:15    |
| 4.      | „Budnica‟                                          |                      | V. Štrucl  |             | 3:45    |
| 5.      | „Mi smo vojaki korenjaki‟                          |                      | V. Parma   |             | 2:44    |
| 6.      | „Tratata-tratata / Tratata, zdaj igra naša muzika‟ | F. Milčinski – Ježek | B. Adamič  | V. Marković | 3:04    |
| 7.      | „Veselju naproti‟                                  |                      | J. Privšek |             | 2:35    |
| 8.      | „Koračnica svobod‟                                 |                      | J. Brun    |             | 2:25    |

| Stran B         | Stran B                          | Stran B         | Stran B         | Stran B |
| Št.             | Naslov                           | Glasba          | Priredba        | Dolžina |
| --------------- | -------------------------------- | --------------- | --------------- | ------- |
| 1.              | „Gasilska koračnica‟             | B. Adamič       |                 | 3:03    |
| 2.              | „Lovci‟                          | L. Slak         | B. Lesjak       | 2:45    |
| 3.              | „Ribiška‟                        | S. Ptičar       |                 | 2:33    |
| 4.              | „Pionirska‟                      | A. Fakin        |                 | 2:42    |
| 5.              | „Koračnica rudarjev‟             | I. Marin st.    |                 | 2:46    |
| 6.              | „Koračnica ravenskih železarjev‟ | L. Lipovnik     | V. Štrucl       | 2:25    |
| 7.              | „Koračnica Prešernove brigade‟   | K. Pahor        | D. Lorbek       | 2:14    |
| Skupna dolžina: | Skupna dolžina:                  | Skupna dolžina: | Skupna dolžina: | 36:46   |

## Sodelujoči

### Policijski orkester/ Godba Milice
igra na posnetkih A1 do A4, B1 in B7
- Vinko Štrucl – dirigent na posnetkih A1 do A4 in B7
- Franc Gornik – dirigent na posnetku B1

### Pihalni orkester Francija Puharja
igra na posnetkih A5 in B3

### Delavska godba Trbovlje/ Delavska pihalna godba Trbovlje
igra na posnetkih A6 do A8
- Mihael Gunzek – dirigent

### Big Band RTV Slovenija/ Plesni orkester RTV Ljubljana
igra na posnetku B2
- Jože Privšek – dirigent

### Pihalni orkester SVEA Zagorje / Delavski pihalni orkester Zagorje ob Savi
igra na posnetku B4

### Pihalni orkesterPremogovnika Velenje/ Rudarska godba Titovo Velenje
igra na posnetku B5

### Pihalni orkester železarjev Ravne/ Pihalni orkester ravenskih železarjev
igra na posnetku B6
- Alojz Lipovnik – dirigent

### Produkcija
- Jure Robežnik – odgovorni urednik
- Teodor Korban – urednik izdaje